# 2′-O-Methylguanosin
2′-O-Methylguanosin (Gm) ist ein seltenes Nukleosid und kommt in der tRNA, rRNA, mRNA und snRNA vor. Es ist ein Derivat des Guanosins, welches an der Ribose methyliert ist.

Eine tRNA_{i}^{Met} aus S. cerevisiae. 2′-O-Methylguanosin (hier in Position 9) ist mit G_{m} gekennzeichnet.
Eine tRNA^{Phe} aus S. cerevisiae. 2′-O-Methylguanosin (hier im Anticodon) ist mit G_{m} gekennzeichnet.

- Eine tRNAiMet aus S. cerevisiae.[4]
2′-O-Methylguanosin (hier in Position 9) ist mit Gm gekennzeichnet.
- Eine tRNAPhe aus S. cerevisiae.[5]
2′-O-Methylguanosin (hier im Anticodon) ist mit Gm gekennzeichnet.